# 里奧別霍
里奧別霍是哥倫比亞的城鎮，位於該國北部，由玻利瓦省負責管轄，距離首府卡塔赫納450公里，始建於1785年，面積1,414平方公里，海拔高度19米，2005年人口15,243。
8°35′24″N 73°50′37″W / 8.59°N 73.8436°W